# Língua tiwa meridonal
A língua Tiwa meridional é uma idioma Tanoano falado em Sandia Pueblo e Isleta Pueblo no Novo México e em Ysleta del Sur no Texas.

## Genealogia
Tiwa meridional pertence ao subgrupo Tiwa da família das línguas Kiowa-Tanoan. Está intimamente relacionado com o mais setentrional idioma a | Picurís (falado em Picuris Pueblo) e a língua taos (falada em Taos Pueblo). Trager afirmou que os falantes de Tiwa meridional eram capazes de entender Taos e Picurís, embora os falantes de Taos e Picur não pudessem entender o Tiwa do Sul com muita facilidade. Harrington (1910) observou que uma pessoa de Isleta (Tiwa meridional) comunicava-se no "jargão mexicano" com falantes de Taos como Taos e Tiwa do Sul não eram mutuamente inteligíveis..

## Dialetos
Tiwa Merional tem três dialetos:
1. Sandía
2. Isleta
3. Ysleta del Sur (Tigua)

Trager relatou que Sandía e Isleta eram muito semelhantes e mutuamente inteligíveis.
Em agosto de 2015, foi anunciado que a língua Tiwa seria ensinada às crianças da Escola Elementar Isleta, em Pueblo of Isleta, como parte da transferência da escola do controle federal para o tribal.

## Escrita
A língua Tiwa Meridional usa uma forma do alfabeto latino que não apresenta as letras B, C (essa exceto em ch/č - ch’/č’), J, V, X, Z. Apresenta formas adicionais como Hw, Kh, K’, Ph, P’, Q’u, sh/š, Th, T’, ʔ/’.

## Fonologia
A língua Tiwea Meridional tem 26 sons consoantes:
|             |             | Bilabial | Dental | Lateral | Alveolar | Palatal | Velar | Velar | Glotal | Glotal |
| plana       | labial      | Bilabial | Dental | Lateral | Alveolar | Palatal |       |       | Glotal | Glotal |
| ----------- | ----------- | -------- | ------ | ------- | -------- | ------- | ----- | ----- | ------ | ------ |
| Plosiva     | Sonora      | b        | d      |         |          |         | ɡ     |       |        |        |
| Plosiva     | Surda       | p        | t      |         |          |         | k     | kʷ    | ʔ      | ʔ      |
| Plosiva     | Aspirada    | pʰ       | tʰ     |         |          |         | kʰ    |       |        |        |
| Plosiva     | Glotalizada | pʼ       | tʼ     |         |          |         | kʼ    | kʷʼ   |        |        |
| Africada    | Surda       |          |        |         |          | tʃ      |       |       |        |        |
| Africada    | Glotalizada |          |        |         |          | tʃʼ     |       |       |        |        |
| Fricativa   | Fricativa   | f        |        | ɬ       | s        | ʃ       |       |       | h      | hʷ     |
| Vibrante    | Vibrante    |          |        |         | r        |         |       |       |        |        |
| Nasal       | Nasal       | m        | n      |         |          |         |       |       |        |        |
| Aproximante | Aproximante | w        |        | l       |          | j       |       |       |        |        |
Tiwa Meridional tem 6 vogais que distinguem orais e nasais.
|             | Anterior | Anterior | Central | Central | Posterior | Posterior |
| oral        | nasal    | oral     | nasal   | oral    | nasal     |           |
| ----------- | -------- | -------- | ------- | ------- | --------- | --------- |
| Fechada     | i        | ĩ        |         |         | u         | ũ         |
| Meio-aberta | e        | ẽ        | ə       | ə̃       | o         | õ         |
| Aberta      |          |          | a       | ã       |           |           |
O Tiwa Meridional apresenta três tons: alto, médio, baixo.